# بوریسزف
بوریسزف (انگلیسی: Boryszew) شرکت خوشه‌ای لهستانی است، که در سال ۱۹۱۱ تأسیس شد.

## منابع

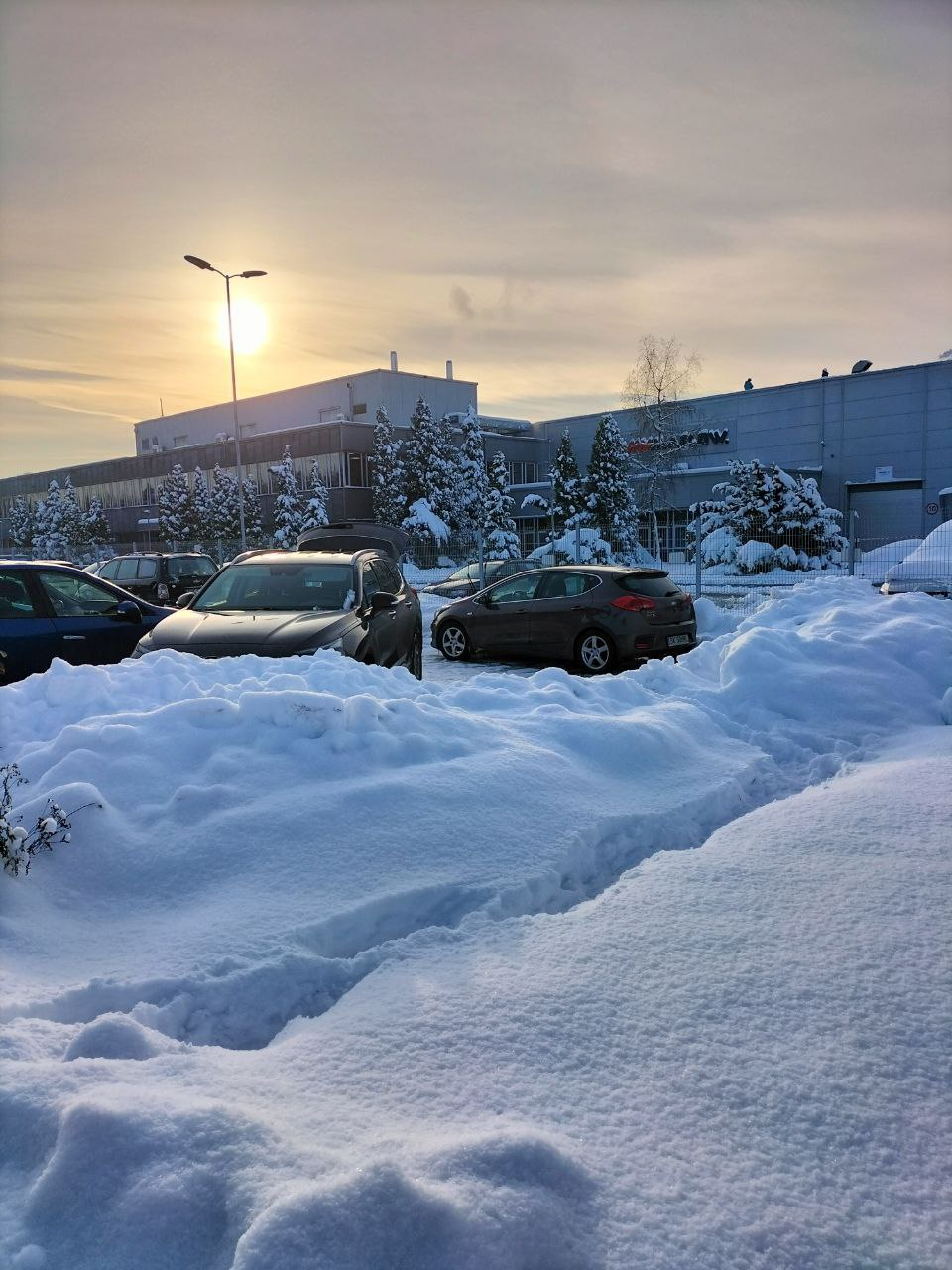